# Gaskombinat Schwarze Pumpe

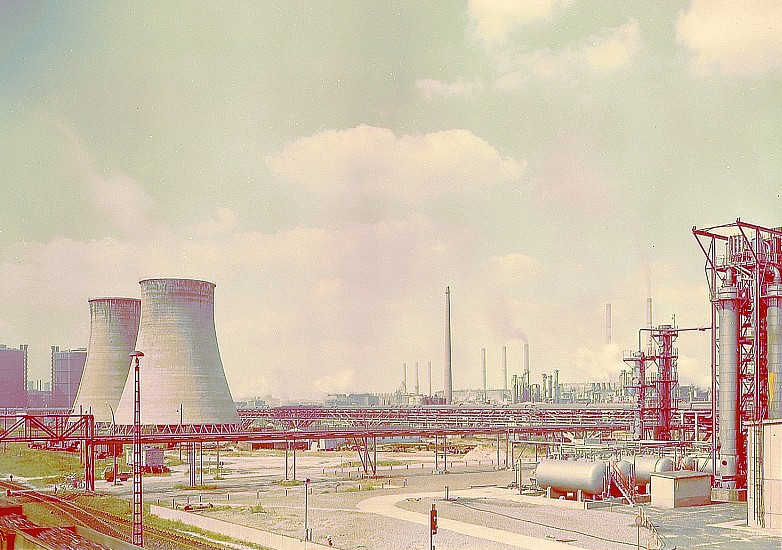
Gaskombinat Schwarze Pumpe (1975)

Der VEB Gaskombinat Schwarze Pumpe, ab 1986 VEB Gaskombinat „Fritz Selbmann“ Schwarze Pumpe (abgekürzt GKSP, später GSP), war ein Kombinat zur kombinierten Verwertung und Veredelung von Braunkohle in unmittelbarer Nähe der Ortschaft Schwarze Pumpe bei Spremberg zur Zeit der DDR. Die Anlage bestand aus mehreren miteinander vernetzten Gaswerken, Kokereien, Heizkraftwerken und Brikettfabriken mit den dazugehörigen Hilfs- und Nebenanlagen.
Nach Ende der DDR wurde die Anlage ab 1990 stillgelegt und größtenteils zurückgebaut. Auf dem Gelände entstand der Industriepark Schwarze Pumpe mit dem neuen, heute zur Lausitz Energie Kraftwerke AG gehörenden Kraftwerk Schwarze Pumpe.

## Geschichte

### Vorplanung

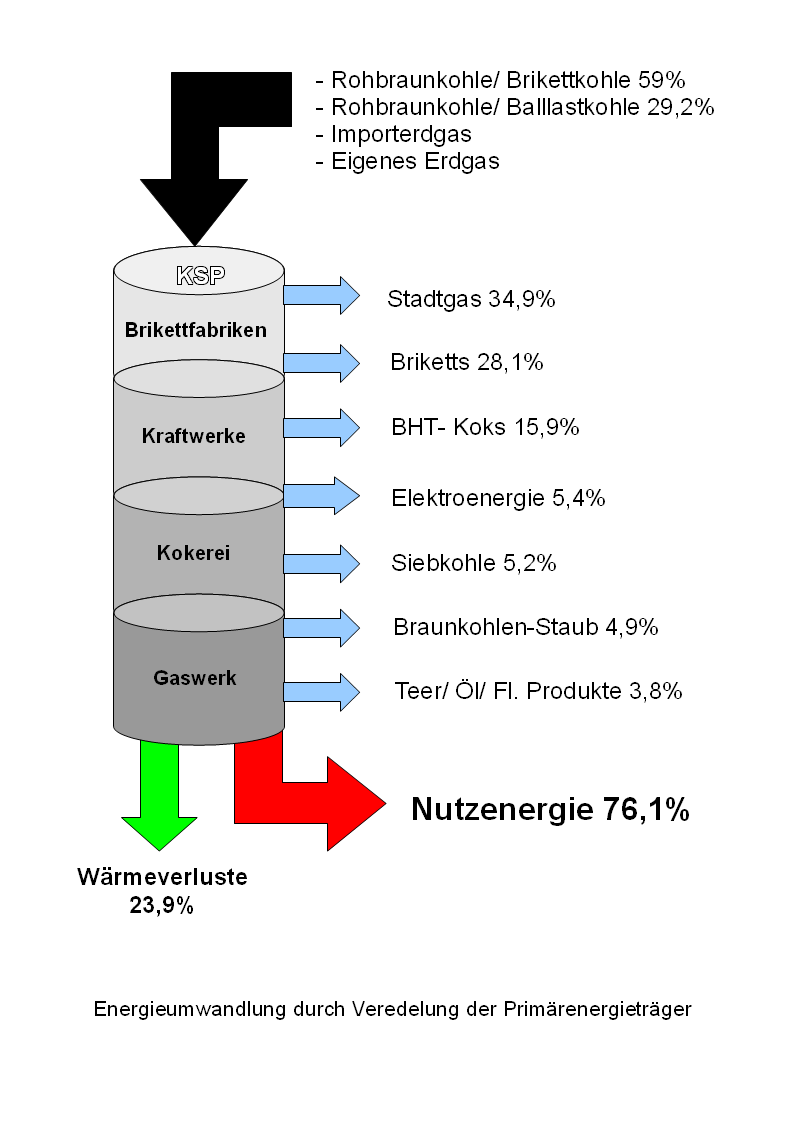
Energieumwandlung im GSP

In einer ersten Studie, die 1953 begonnen und im II. Quartal 1955 fertiggestellt war, sahen Planungen vor, ein „Kokskombinat Trattendorf“ in unmittelbarer Nachbarschaft des sich im Bau befindlichen Kraftwerks Trattendorf zu errichten.
Eine zweite Studie, die von 1954 bis 1955 erarbeitet wurde, befasste sich mit dem Aufbau eines „Kokskombinat Schwarze Pumpe“ auf dem jetzigen Standort, einschließlich der Aufschlüsse der Tagebaue Burghammer, Welzow–Süd und Nochten sowie der Errichtung einer notwendigen Wohnstatt für deren Beschäftigte (Hoyerswerda-Neustadt).
Am 3. Mai 1955 erfolgte die erste Begehung der zukünftigen Baustelle des Kombinates Schwarze Pumpe, das auf ca. 900 ha, in einer Ausdehnung von 3,5 km × 2,5 km errichtet werden sollte. Am 23. Juni 1955 wurde auf Beschluss (Registernummer 13/2 a) des Ministerrates der DDR über den Aufbau des Kombinats Schwarze Pumpe entschieden. Bereits am 28. Juni 1955 nahm der Aufbaustab in der Gaststätte „Zur Schwarzen Pumpe“ in Schwarze Pumpe seine Arbeit auf. Die Projektierung wurde an das Projektierungs- und Konstruktionsbüro Berlin (PKB) vergeben. Das PKB begann am 1. Juli 1955 mit den Arbeiten für das Vorprojekt Bau KSP. Bis zu 350 Betriebe waren dabei in die Projektierung eingebunden, eine weit größere Zahl dann am Bau und der Montage des Kombinates.
Besonderen Anteil hatten dabei der:
- VEB Projektierungs-, Konstruktions- und Montagebüro Kohleverarbeitung Leipzig
- VEB Eisengießerei und Maschinenfabrik Zemag Zeitz
- VEB Bergmann-Borsig Berlin
- VEB Kraftwerksbau Radebeul
- VEB Wasseraufbereitungsanlagen Markkleeberg
- VEB Starkstromanlagenbau Halle an der Saale
- VEB Starkstromanlagenbau Cottbus
- VEB Gaselan Fürstenwalde
- VEB Chemieanlagenbau Rudisleben
- VEB Maschinen- und Apparatebau Grimma
- VEB Montagewerk Leipzig
- VEB Industrie- und Kraftwerksrohrleitungsbau Bitterfeld
- VEB Stahlbau Niesky
- VEB Spezialbau Magdeburg
- VEB Industrieprojektierung Dresden und Berlin I und II

Die Vorplanung des PKP war so ausgerichtet, dass durch das Zusammenwirken unterschiedlicher Prozesse auf „engstem“ Raum ein größtmöglicher Nutzen entstand:
- Rohbraunkohle – Brikettfabriken, Dampferzeuger, Kokerei, Gaswerk
- Erzeugter Frischdampf – Brikettfabrik, Stromerzeugung, Fernwärmebereitstellung
- Erzeugtes Gas – Stadtgas

Durch diese Verbundtechnologie wurde ein thermischer Nutzungsgrad des Kombinates von 76,1 % erzielt.
Die Vorplanung des PKB sah für das KSP im Wesentlichen folgende Anlagenteile vor:
- Brennstoffversorgung: Tagebaue Spreetal, Burghammer und Welzow-Süd.

- Im Norden:

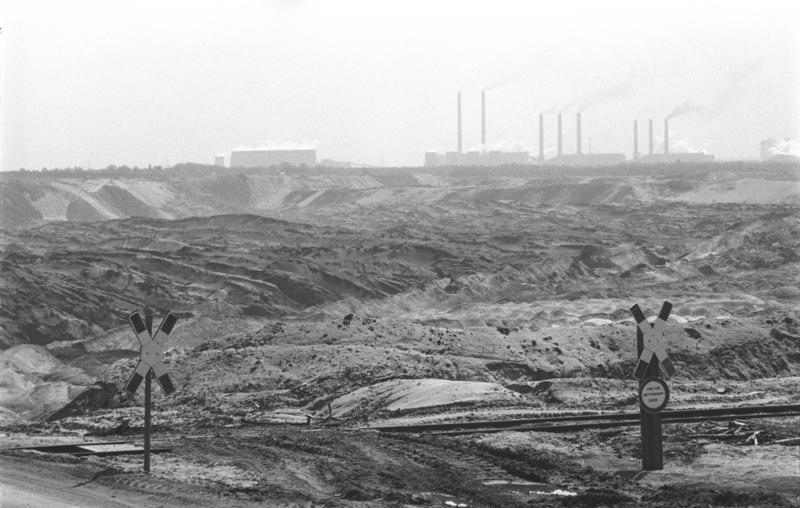
Blick über den Tagebau Welzow-Süd zum Gaskombinat (1989)

  - 2 Großraumkohlebunker mit je 28.000 t Fassungsvermögen; dazugehörige Aufbereitungsanlagen für Brikett- und Kesselkohle
  - 3 Großkraftwerke (West, Mitte, Ost) mit insgesamt 20 Hochleistungsstrahlungskesseln
  - 3 Brikettfabriken, bestehend aus 3 Trockenhäusern mit 3×16 Großröhrentrocknern und 3 Trockenhäusern mit 3×20 Vierstrangpressen

- Im Süden:
  - Drei, den jeweiligen Brikettfabriken zugeordnete Kokereien mit je 10 Ofeneinheiten zu je 8 Öfen, in denen Braunkohlenhochtemperaturkoks (BHT-Koks) erzeugt wurde.
  - Wasserwirtschaftliche Anlagenteile für die Ver- und Entsorgung

- Im Osten:
  - Ein Gaswerk mit dem dazugehörigen Generatorenhaus.

- Im Westen:
  - Werkstattgebäude für alle benötigten Gewerke
  - Sozialbauten und Verwaltungsbau

### Bau und Betrieb

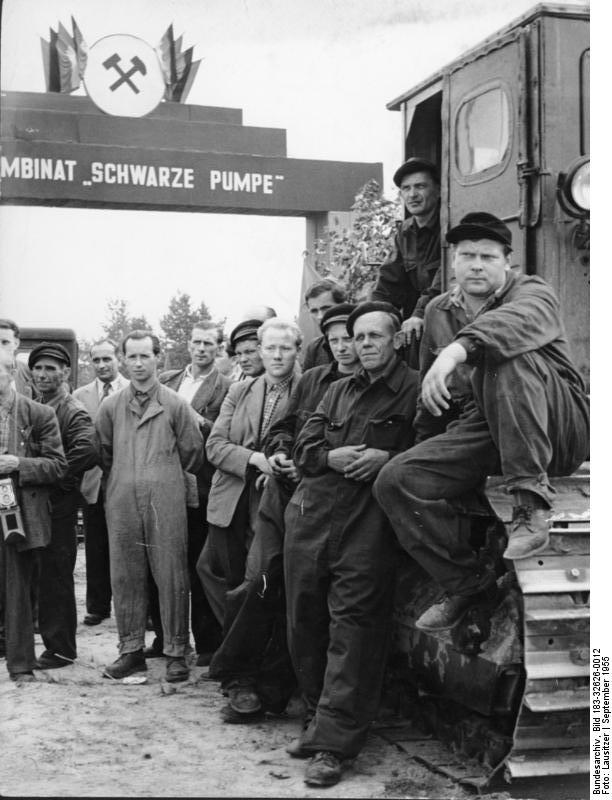
Arbeiter bei der Eröffnungsfeier

Für den Aufbau des Kombinates wurden durch das PKB im Wesentlichen 3 Baustufen vorgesehen. Mit diesen sollte es möglich sein, alle Produktions- und sonstigen Anlagen in einem Zeitraum von nur 8 Jahren zu errichten, völlig neue Techniken zu erproben und für den Dauerbetrieb tauglich zu machen. Planungen für das Kombinat gingen von bis zu 16.000 Beschäftigten aus. In der Produktion sollten bis zu 2,5 Millionen Tonnen BHT-Koks, 3 Milliarden Kubikmeter Stadtgas und 900 Millionen kWh Elektroenergie jährlich erzeugt werden.
Die sich teilweise überlappenden Baustufen waren:
- 1953 – 1955 Vorbereitende Maßnahmen (Ausarbeitung von Studien für den Aufbau des Kombinates)
- Baustelleneinrichtung, Infrastruktur usw. III. Quartal 1955 – 31. Dezember 1956
- 1. Ausbaustufe: 1. Juli 1956 – III. Quartal 1959
- 2. Ausbaustufe: 1. Januar 1960 – 21. Dezember 1962
- 3. Ausbaustufe: 1. Januar 1962 – 31. Dezember 1963

Am 31. August 1955 vollzog der Minister für Schwerindustrie, Fritz Selbmann, mit einer Planierraupe, welche er vom Festplatz zum Beginn der zu bauenden 3,7 km langen Betriebsstraße fuhr, den ersten Spatenstich. Am selben Tag wurde in Hoyerswerda der Grundstein für die ersten Arbeiterwohnungen gelegt. Bis 1980 stieg die Einwohnerzahl Hoyerswerdas von etwa 7700 auf 70700 an.
Am 30. November 1955 wurde über eine Ferndampfleitung aus dem etwa 5 km entfernten Kraftwerk Trattendorf erstmals Fremddampf für die Baustelle des Kombinates bezogen. Am 23. April 1956 wurde der VEB Aufbauleitung Schwarze Pumpe gegründet. Als erster Leiter wurde Hasso Grabner berufen, der jedoch nach wenigen Monaten von Willi Kühn abgelöst wurde. Am 27. Juni 1956 wurde der Grundstein für den ersten Industriebau des späteren Kombinats, einer der beiden 28.000 Tonnen Rohbraunkohle fassenden Rohkohlebunker gelegt, der dann am 14. April 1959 fertiggestellt wurde. Am 23. März 1957 wurde mit der symbolischen Schachtholzlegung der Tagebau Burghammer aufgeschlossen. Am 11. April 1957 konnte der erste Kühlturm fertiggestellt werden. Am 19. Juni 1957 wurde mit dem Bau der Brikettfabrik West begonnen. Bereits am 15. Oktober waren alle vier Kühltürme der ersten Ausbaustufe fertiggestellt.

Am 1. April 1958 wurde der VEB Kombinat Schwarze Pumpe (KSP) gegründet; erster Werkdirektor wurde der Leiter des Aufbaustabes Willi Kühn. Am 13. Januar 1959 begann die Montage des ersten 25-MW-Kondensationsturbosatzes im Kraftwerk West. Am 1. März 1959 wurde mit der Förderung von Rohbraunkohle aus dem Tagebau Burghammer, der sich ca. 10 km südlich des Kombinates befand, begonnen. Am 9. April 1959 wurde durch die Schachtholzlegung auch der Aufschluss des Tagebaus Welzow-Süd vorangetrieben. (Andere Angabe 4. September 1959)
Am 18. April 1959 wurden mit Hilfe von Fremddampf aus dem Kraftwerk Trattendorf die ersten Druckproben der Briketttrockner der Brikettfabrik West durchgeführt. Am 21. April 1959 wurde im Kraftwerk West der kontinuierliche Dreischichtsystemdienst aufgenommen und am 30. April 1959 wurde durch Werkdirektor Kühn gegen 2 Uhr der erste Dampfkessel, der Kessel 13, im Kraftwerk West gezündet. Wenig später um 5:38 Uhr nahm die Brikettfabrik West ihre Produktion auf. Die ersten Briketts wurden dabei mit der Aufschrift „Flamme des Sozialismus“ gepresst. Am selben Tag wurde gegen 4 Uhr auch der erste Strom eines 25-MW-Kondensationsturbosatzes in das Verbundnetz eingespeist. Am 4. März bzw. 11. Mai 1960 wurden im Kraftwerk West die ersten beiden Entnahmegegendruckturbinen (EGT) 13 und 14 mit einer Leistung von je 50 MW in Betrieb genommen. Dadurch war es möglich, die angeschlossene Brikettfabrik West am 1. Juli desselben Jahres komplett mit vier Abteilungen in Betrieb zu nehmen. Am 4. Februar 1961 wurde die letzte EGT des Kraftwerkes West in Betrieb genommen. Durch massive Probleme an den Turbinen konnten diese jedoch nicht in Volllast betrieben werden. Erst nach der Beseitigung von Konstruktionsfehlern erreichte am 1. September 1962 die erste 50-MW-Turbine ihre volle Leistung.
Auch die Brikettproduktion verlief nicht so reibungslos wie geplant und erhofft. Im Herbst 1959 wurden von den geplanten 700.000 Tonnen Briketts gerade einmal 64.000 Tonnen abgerechnet.
Am 1. Januar 1961 wurde Heinz Lesinski vom Minister für Kohle und Energie zum Werkdirektor des KSP berufen; Willi Kühn, schied aus Altersgründen aus. Im Februar 1961 wurde mit der Stahlbaumontage am Generatorhaus des Druckgaswerkes begonnen. Am 6. März 1961 nahm die EGT 15 ihren Dauerbetrieb im Kraftwerk West auf. Am 20. Oktober 1962 begann der Probebetrieb des ersten 420-t/h-Dampferzeugers, dem Kessel 21 im Kraftwerk Mitte. Am 1. Juli begann der Probebetrieb der Luftverdichteranlage des Druckgaswerkes. Hermann Stollberg wurde neuer Werkdirektor des KSP. Am 13. September 1963 beschloss der Ministerrat der DDR das endgültige Produktionsprofil und den Endausbau des KSP.
Trotz aller Anstrengungen war es nicht möglich, den errechneten Kosten-Nutzen-Rahmen annähernd einzuhalten. 1965 betrug der Verlust des KSP bereits 20,3 Millionen DDR-Mark. Dies war den unterschiedlichsten Problemen geschuldet: einerseits der schwachen materiellen Basis, andererseits vor allem den vielen technischen Neuentwicklungen, die in Schwarze Pumpe erprobt und erst hier in den Dauerbetrieb übernommen wurden. Durch weitreichende Maßnahmen, die ab 1966 durchgeführt wurden und die unterschiedlichsten Bereiche betrafen, wurde dieser Trend radikal umgekehrt. Im Jahr 1970 betrug der Gewinn des KSP bereits 34,2 Millionen DDR-Mark. Bis zum Jahr 1989 erhöhte sich dieser Gewinn auf 789,3 Millionen DDR-Mark.
Am 6. Oktober 1963 gingen in der Brikettfabrik Mitte die ersten Trockenabteilungen in Betrieb. Die erste EGT (EGT 21) des Kraftwerks Mitte hatte bereits am 31. Juli 1963 den Probebetrieb aufgenommen. Am 6. April 1964 um 23:50 Uhr nahm mit der Zündung des ersten Druckgaserzeugers das KSP die Gaserzeugung auf, welches am 15. April erstmals in das Fernleitungsnetz eingespeist wurde. In dieser Zeit wechselten ständig Inbetriebnahmen und Baubeginn von Anlagenteilen ab; so erfolgte am 1. Juni 1964 der erste Spatenstich für die BHT-Kokerei Mitte. Am 1. August 1964 wird mit dem Probebetrieb der Abteilung 4 die Brikettfabrik Mitte mit allen verfügbaren Abteilungen in Betrieb genommen.
Am 30. April 1965 erreichten die Kraftwerke West und Mitte die installierte Leistung von 450 MW. Drei Monate später, am 30. Juni 1965, war das Gaswerk mit allen verfügbaren Generatorengruppen in Betrieb und damit voll verfügbar. Am 1. April 1966 nahmen die ersten Abteilungen der Brikettfabrik Ost den Probebetrieb auf.
Am 1. Juli 1966 wurde Herbert Richter zum neuen Werkdirektor des KSP berufen. Am 14. November 1966 verließ der erste Zug Rohbraunkohle den neu aufgeschlossenen Tagebau Welzow-Süd. Am 28. Februar 1966 nahm die EGT 26 im Kraftwerk Mitte ihren Dauerbetrieb auf. Im Dezember 1968 begann der Probebetrieb im Kraftwerk Ost. Am 29. Januar 1969 ging das Kraftwerk Mitte mit allen sechs installierten Blöcken in den Dauerbetrieb. Am 20. September 1969 ging die BHT-Kokerei Mitte in Betrieb. Im November 1969 erfolgte Inbetriebnahme der Abteilungen I und II der Brikettfabrik Ost.
Das Kraftwerk Ost, das intern in das Kraftwerk III und IV (Kondensationskraftwerk) unterteilt war, nahm am 6. Dezember 1968 mit dem Block 31 seinen Probebetrieb auf. Bereits am 1. Dezember 1968 wurde der Block 31 dem Verbundnetz zugeschaltet. Am 28. April 1970 stand das Kraftwerk Ost III nach Inbetriebnahme von Block 32 zur vollen Verfügung. Am 15. Oktober 1970 wurde mit dem Aufbau des Dampferzeugers 41 im Kraftwerk Ost IV begonnen.
In der Endausbaustufe wurden folgende Baumaßnahmen (ohne soziale und sonstige Bauten), abweichend zum ursprünglichen Plan des PKB verwirklicht: 3 Brikettfabriken, 3 Kraftwerke, 1 Kokerei (BHT-Kokerei Mitte), 1 Gaswerk, 1 Wasserwerk (Ver- und Entsorgung), Werkstätten, Werkbahn.

### Auswirkungen auf die Sorben der Region
In Anbetracht der Lage des Stammbetriebs mitten im damals noch intakten Kern des Siedlungsgebietes der Sorben und des erwarteten Zuzugs Tausender Arbeiter sowie der geplanten Ortsinanspruchnahme entstand unter den Sorben der geflügelte Spruch „Čorna pumpa je row Serbstwa“ („Schwarze Pumpe ist das Grab des Sorbentums“). Tatsächlich hatten die ökonomischen Verschiebungen in diesem Teil der Lausitz zwar den Effekt, dass viele vormalige sorbische Kleinbauern nun einen wesentlich lukrativeren Arbeitsplatz in und um Schwarze Pumpe erhielten; gleichzeitig zeigten jedoch die Versuche, sorbische Sprache und Brauchtum auch im industriellen Umfeld weiterzupflegen, nicht die erwünschte Wirkung. Dem Wunsch der Domowina und sorbischer Mitglieder der Belegschaft nach der Einrichtung sorbischsprachiger Brigaden wurde nicht entsprochen.
Binnen weniger Jahre war das sorbische Ethnikum in der Region um das Kombinat, vor allem rund um Hoyerswerda und Spremberg, empfindlich geschwächt und viele Orte weitgehend germanisiert.

### Umorganisationen
Am 1. Januar 1963 wurde das Braunkohlenwerk Spreetal in das KSP eingegliedert. Tagebaue, Werkstätten, Brikettfabriken, das Kulturhaus und das Ferienobjekt in Rennersdorf wurden den Betriebseinheiten des KSP zugeordnet. Am 1. Januar 1966 wurde der Tagebau Nochten aus dem KSP herausgelöst und dem BKK Glückauf zugeordnet. Am 1. Januar 1970 wurde der Ministerratsbeschluss vom 26. Oktober 1969 wirksam. Aus dem VEB Kombinat Schwarze Pumpe wurde der VEB Gaskombinat Schwarze Pumpe – Stammbetrieb (GSP). Dem VEB GSP wurden mehrere bis dahin selbstständige VEB zugeordnet. Dies waren:
- VEB Gaskombinat Schwarze Pumpe – Stammbetrieb
- VEB PKM Anlagenbau, Leipzig
- VEB Ferngasleitungsbau, Engelsdorf (ab 1984 im Kombinat Gasanlagen)
- VEB Verbundnetz Gas, Berlin (VNG)
- Deutsches Brennstoffinstitut, Freiberg

Als nunmehriger Generaldirektor wurde Herbert Richter berufen. Am 1. Oktober 1980 wurden dem GSP weitere Volkseigene Betriebe zugeordnet. Dies waren:
- VEB Kraftwerke „Artur Becker“ Trattendorf
- VEB Braunkohlenveredlung Espenhain (BVE)
- VEB Braunkohlenveredlung Lauchhammer (BVL)
- VEB Steinkohlenkokereien „August Bebel“ Zwickau, Betriebsteil Großgaserei Magdeburg

Mit der politischen Wende 1989 kam es im GSP zu zahlreiche Umstrukturierungen. Der Stammbetrieb des GSP wurde zum 1. Juli 1990 in eine selbstständige Kapitalgesellschaft, die Energiewerke Schwarze Pumpe AG (ESPAG), umgewandelt. Ebenfalls am 1. Juli 1990 wurden folgende Betriebe aus dem Verbund der ESPAG herausgelöst und in selbstständige Kapitalgesellschaften überführt:
- VEB Braunkohlenveredlung Espenhain
- VEB Braunkohlenveredlung Lauchhammer
- VEB Steinkohlenkokerei „August Bebel“ Zwickau, Betriebsteil Großgaserei Magdeburg
- VEB Verbundnetz Gas
- VEB PKM Anlagenbau Leipzig
- Brennstoffinstitut Freiberg

Diese wurden zum 1. Juni 1990 der Treuhandanstalt bzw. der neu gebildeten Brennstoff-AG „Schwarze Pumpe“ unterstellt. Zum 1. Januar 1993 verschmolz die ESPAG zur Lausitzer Braunkohle AG (LAUBAG).
Das Kombinat unterstand zuletzt dem Ministerium für Kohle und Energie, das zum Jahresbeginn 1990 in das Ministerium für Schwerindustrie und im Verlauf des Jahres in das neu gebildete Wirtschaftsministerium der DDR einging. Weitere zentralgeleitete Kombinate der Energiewirtschaft können in der Liste von Kombinaten der DDR eingesehen werden.

### Leiter Aufbaustab
1. Hasso Grabner (Direktor des VEB Kohleanlagen Leipzig, Leiter des ersten Aufbaustabes)
2. Willi Kühn

### Werkdirektoren
1. 1958–1960: Willi Kühn

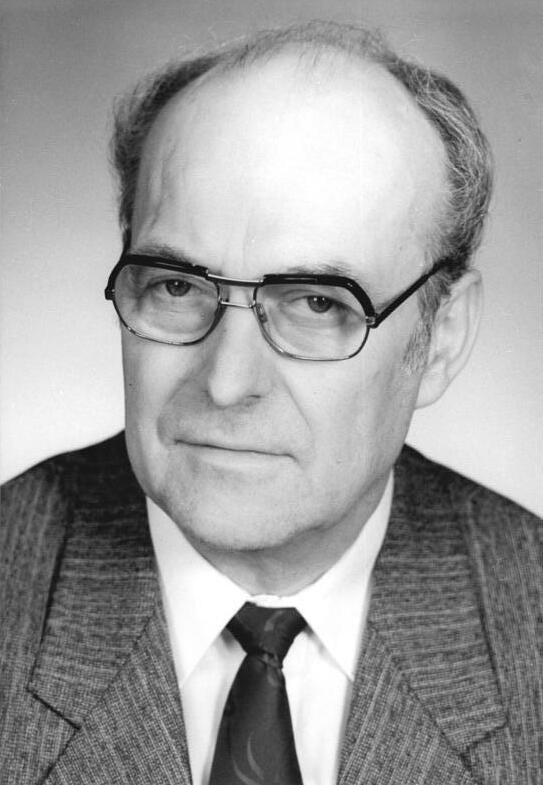
Herbert Richter, letzter Generaldirektor des GKSP

2. 28. September 1961–1963: Heinz Lesinski
3. 1963–1966: Hermann Stollberg
4. 1966–1972: Herbert Richter
5. April 1972–August 1973: Hans Waldmann (Kommissarisch)
6. 1973–1990: Herbert Richter

### Mitarbeiterzahlen KSP
- 31. Dezember 1959, 04232 Werktätige
- 31. Dezember 1960, 05651 Werktätige
- 31. Dezember 1961, 06156 Werktätige
- 31. Dezember 1962, 06839 Werktätige
- 31. Dezember 1963, 09993 Werktätige
- 31. Dezember 1964, 11994 Werktätige
- 31. Dezember 1965, 13333 Werktätige
- 31. Dezember 1966, 13958 Werktätige
- 31. Dezember 1967, 14470 Werktätige
- 31. Dezember 1968, 14080 Werktätige
- 31. Dezember 1969, 13987 Werktätige
- 31. Dezember 1970, 14607 Werktätige
- 31. Dezember 1980, 15016 Werktätige
- 01. Juli 1990,00000014439 Arbeitnehmer (9739 Gewerbliche Mitarbeiter, 4700 Angestellte)
- 31. Dezember 1990, 12640 Arbeitnehmer (8563 Gewerbliche Mitarbeiter, 4077 Angestellte)
- 31. Dezember 1991, 09694 Arbeitnehmer (6603 Gewerbliche Mitarbeiter, 3889 Angestellte)
- 31. Dezember 1992, 06591 Arbeitnehmer (4198 Gewerbliche Mitarbeiter, 2393 Angestellte)

### Störungen
- März 1960: Schaufelschäden im HD-Teil während des Probebetriebes der ersten 50-MW-Turbine nach 1300 Betriebsstunden
- 12. Januar 1965: Am Generatorhaus des Druckgaswerkes kam es zu einer schweren Havarie, die die Stadtgaslieferung bis zum 20. Januar 1965 vollständig unterbrach. Ab dem 20. Januar speisten die Generatoren 2, 3, 4, 11 und 12 wieder Gas ins öffentliche Netz.
- 15. Februar 1966: Entspannung des Generators 3 mit anschließendem Großbrand in der ersten und zweiten Vierergruppe des Generatorenhauses
- 17. August 1970 kam es zu einer schweren Verpuffung in der Brikettfabrik Ost auf Grund von sicherheitstechnischen Mängeln in der Auslegung der Schlote.
- 21. April 1971: Ein technischer Fehler verursachte eine schwere Havarie an einem Sauerstoff-Turboverdichter.
- 22. Februar 1982: Um 10:30 Uhr kam es zu einer schweren Havarie in der Gasreinigungsanlage. Der Strang 4 der Gasreinigung wurde dabei völlig zerstört. Als Ursache wurde die Bildung einer Sauerstoffblase ermittelt, durch die sich ein explosives Gemisch gebildet hatte. Die Brandfläche erstreckte sich auf über 5000 m². Es gab etwa 30 Verletzte und ein Todesopfer. Der Sachschaden belief sich auf ca. 150 Millionen DDR-Mark. Die Produktionsanlagen für Stadtgas wurde nach sechs Monaten wieder voll in Betrieb genommen.[5]
- 3. Juni 1983: Explosion in der Schleuse und Dampfgaskühlung im Gaswerk (technische Ursache)

### Sonstiges

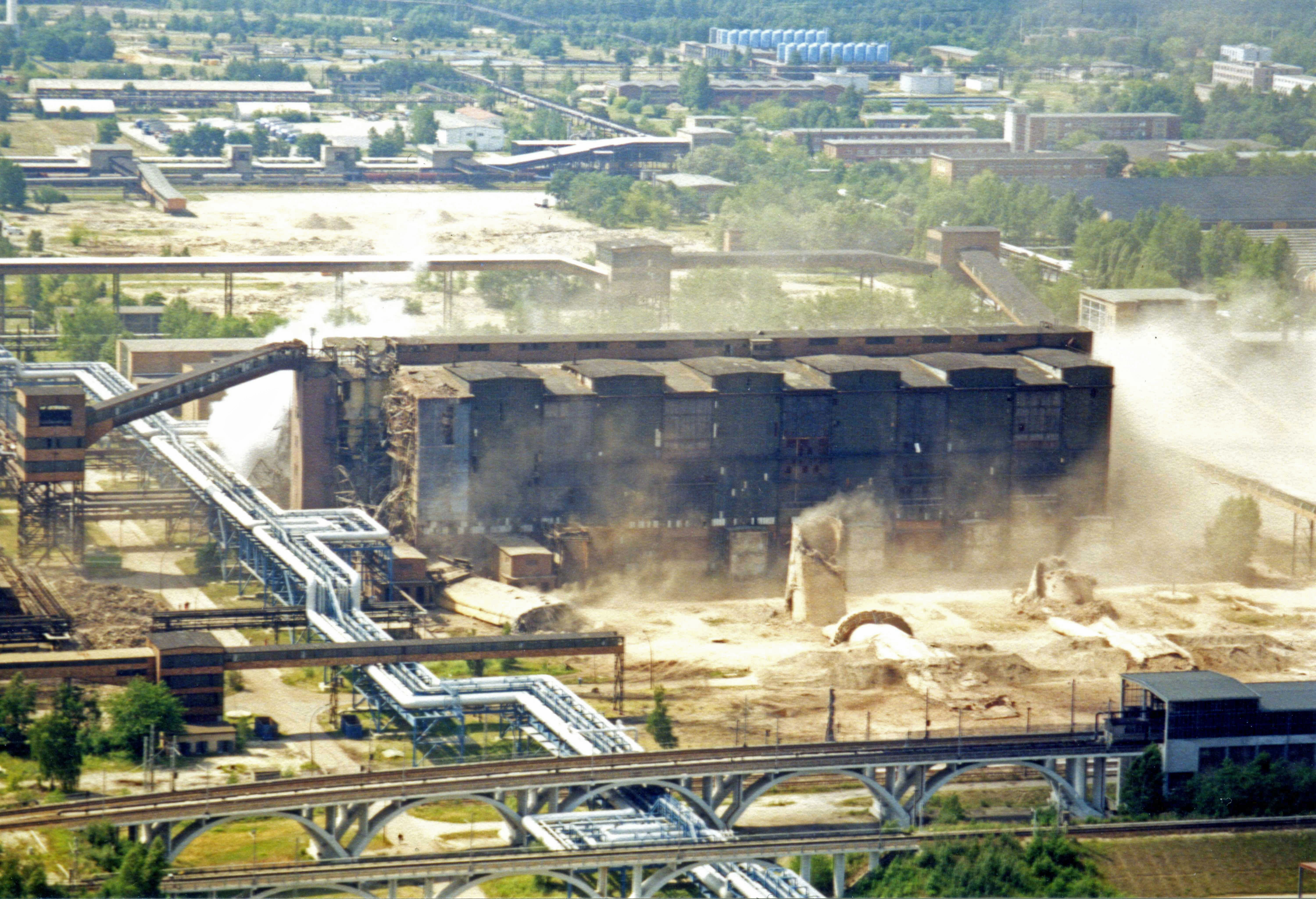
Missglückte Sprengung der Schornsteine am KW West; Blick aus Richtung Norden

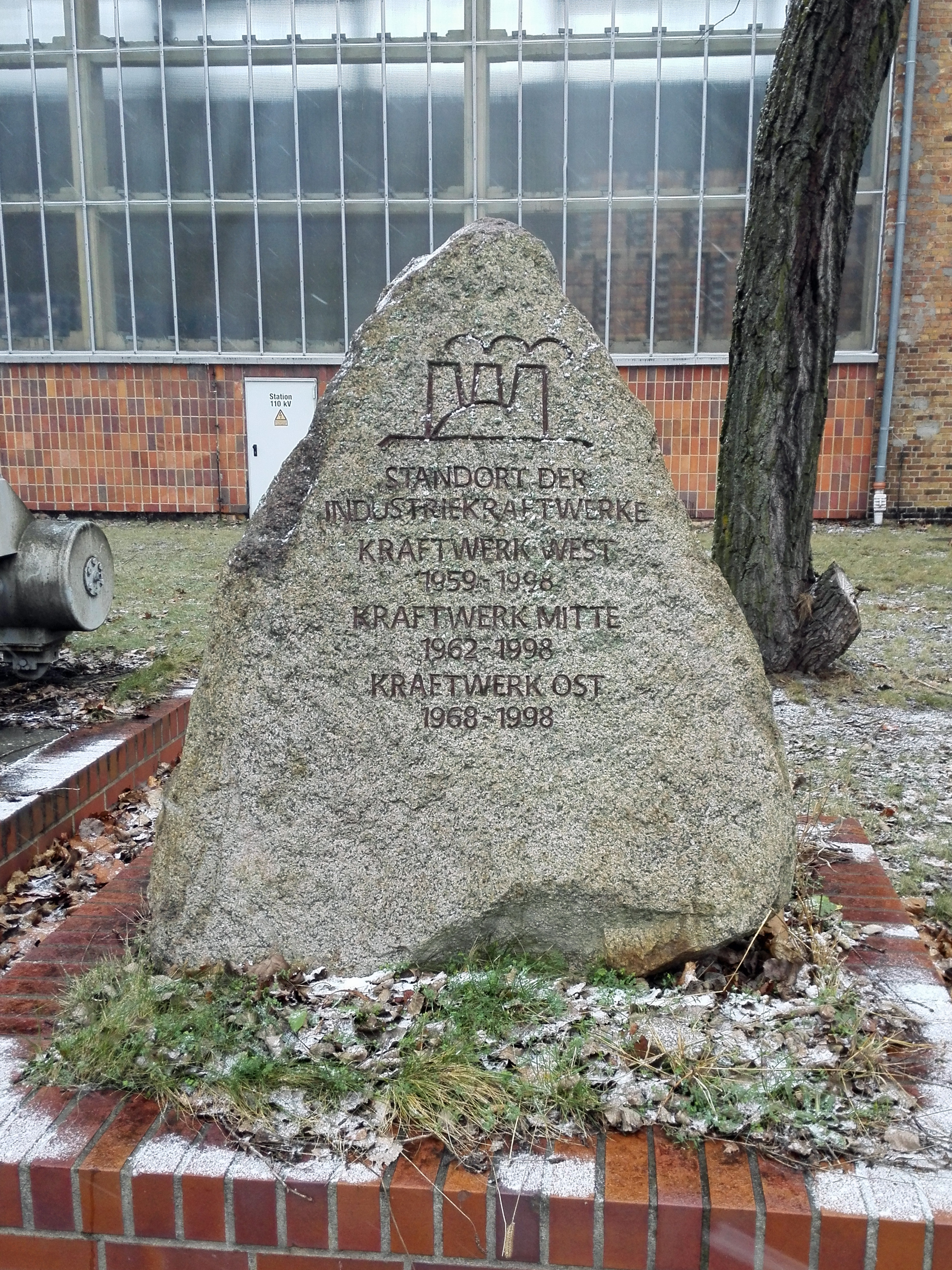
Gedenkstein für die Kraftwerke Ost, Mitte und West

- 1. Juni 1955: Baubeginn des Wohnlagers I
- 25. Oktober 1955: Bildung der Abteilung Werkbahn mit einer Dampflok der Baureihe 52
- November 1955: Baubeginn Wohnlager II (für ca. 2000 Beschäftigte)
- 1. Dezember 1955: Übergabe der ersten Wohnbaracken für die Beschäftigten des Kombinates (dem sogenannten 1000-Mann-Lager) in der Altstadt von Hoyerswerda
- 15. Januar 1956: Gründung der Betriebssportgemeinschaft „Aktivist Schwarze Pumpe“
- 1. März 1956: Fertigstellung des Wohnlagers I (Wohnstadt „Frohe Zukunft“) in Schwarze Pumpe. 52 Baracken zur Unterbringung von 2000 Arbeitern.
- 5. April 1956: Erste Ausgabe der Betriebszeitung „Sozialistische Zukunft“ Betriebszeitung der Erbauer des KSP, erscheint
- 1. Juni 1956: Baubeginn Wohnlager III (260 Plätze)
- 15. Juni 1956: Fertigstellung des Wohnlagers II in Schwarze Pumpe
- November 1956: Baubeginn der ersten Werkstatthallen der künftigen Zentralwerkstatt
- Februar 1957: im Wohnlager II wird das „Suhler Klubhaus“ als „Geschenk“ der Werktätigen des Bezirkes Suhl seiner Bestimmung übergeben.
- März 1957: Der erste Wohnblock in der sogenannten Bereitschaftssiedlung in Schwarze Pumpe wird übergeben.
- 19. Dezember 1958: Alle wichtigen Objekte der ersten Ausbaustufe sind rohbaufertig
- 30. April 1959: Eröffnung der Zentralküche
- 19. Dezember 1959: Einführung von Rechentechnik auf Lochkarten-/streifenbasis im KSP
- Februar 1960: Konstituierung eines von Brigitte Reimann und Siegfried Pitschmann geleiteten Zirkels schreibender Arbeiter mit Mitgliedern wie Volker Braun, Rolf Gozell, Hans Kerschek, Dorothea Kleine u. a.
- 13. Mai 1960: Übergabe der Betriebspoliklinik Schwarze Pumpe
- 28. Juni 1960: Schachtholzlegung am künftigen Tagebau Nochten
- 2. Januar 1961: Gründung der Betriebsberufsschule des VEB KSP
- 1. Januar 1963: Das Braunkohlenwerk Spreetal wird in das KSP eingegliedert
- 3. Januar 1963: Beginn der Braunkohleförderung im Tagebau Burghammer
- 10. April 1964: Erstmaliges Zünden der Zentralfackel des Druckgaswerkes
- 15. April 1964: Aufnahme Probebetrieb Block 23 im Kraftwerk Mitte
- 2. Oktober 1965: Stillsetzung der Brikettfabrik Spreetal
- 1. Januar 1966: Der Tagebau Nochten wird aus dem KSP herausgelöst
- 14. November 1966: Die erste Rohbraunkohle aus dem Tagebau Welzow-Süd trifft im KSP ein.
- 31. Dezember 1966: 20 Gasgeneratoren produzieren
- 31. März 1967: Umstellung der Brikettfabrik West auf Feinstkornbriketts
- 20. August 1967: Einführung der durchgängigen 5-Tage-Woche im KSP.
- 1. Januar 1969: Umstellung des Berufsverkehrs des KSP von Eisenbahn- auf Busverkehr
- 20. September 1969: Beginn der Eigenproduktion von BHT-Koks und Gas in der Kokerei
- 1. Januar 1970: Bildung des VEB Gaskombinat Schwarze Pumpe (GSP)
- 1. Januar 1976: Ausgliederung der Tagebaue aus dem GSP und Bildung des VEB BKW Welzow
- 1. September 1976: Beginn der Berufsausbildung im GSP.
- Ab März 1977 koordinierte man die Aufbauarbeit entsandter Techniker in das mosambikanische Kohlerevier Tete.
- 24. Oktober 1977: Verleihung des Karl-Marx-Ordens an das GSP
- 1. April 1978: Bildung des Bereiches Bau
- 1. November 1978: Bildung des Bereiches Wasserwirtschaft mit Zuordnung der Teerdeponien Zerre und Terpe
- 1. August 1981: Bildung des Bereiches Rationalisierungs- und Automatisierungsmittelbau
- 2. Januar 1983: Bildung des Bereiches Großversuchsanlagen
- 7. Oktober 1985: Eröffnung des Betriebskulturhauses Haus der Berg- und Energiearbeiter in Hoyerswerda
- 6. Oktober 1986: „Träger eines verpflichtenden Ehrennamens“, Verleihung des Namens: Fritz Selbmann, Beschluss des Sekretariats des ZK der SED
- 29. Juni 1990: Gründung der Energiewerke Schwarze Pumpe AG (ESPAG)

### Rückbau
- 1992–1998 Rückbau der Kokerei einschließlich Sanierung der freiwerdenden Flächen.
- 1994–1997 Rückbau der Brikettfabrik Ost.
- 1993–1997 Schrittweise Stillsetzung des Kraftwerks Mitte, mit gleichzeitig beginnendem Rückbau.
- 1999 Sprengung der Schornsteine des Kraftwerks West, wobei der östlichste der gesprengten Schornsteine nicht – wie vorgesehen – in sich zusammenfiel, sondern das noch vorhandene Kesselgebäude des Kraftwerks West beschädigte (im Bild links). Dabei wurden auch die Dampfleitungen beschädigt, die das neuerbaute Kraftwerk Schwarze Pumpe mit der Brikettfabrik Mitte verbanden.[6]

### Außerbetriebnahmedaten der Hauptaggregate
| Aggregat         | Datum            | Uhrzeit   |
| ---------------- | ---------------- | --------- |
| Dampferzeuger 11 | 4. Mai 1989      | 18:30 Uhr |
| Dampferzeuger 12 | 31. März 1990    | 12:10 Uhr |
| Dampferzeuger 13 | 8. Februar 1991  | 16:00 Uhr |
| EGT 26           | 27. August 1991  | 5:59 Uhr  |
| Dampferzeuger 26 | 29. August 1991  | 20:00 Uhr |
| Dampferzeuger 14 | 1. April 1992    | 12:50 Uhr |
| EGT 23           | 3. Juni 1993     | 9:48 Uhr  |
| Dampferzeuger 23 | 3. Juni 1993     | 11:36 Uhr |
| Kond. Turbine 43 | 9. Februar 1996  | 10:19 Uhr |
| Dampferzeuger 43 | 9. Februar 1996  | 12:15 Uhr |
| Kond. Turbine 44 | 16. Februar 1996 | 10:22 Uhr |
| Dampferzeuger 44 | 16. Februar 1996 | 13:00 Uhr |
| Kond. Turbine 41 | 7. Juni 1996     | 11:53 Uhr |
| Dampferzeuger 41 | 7. Juni 1996     | 14:30 Uhr |
| Kond. Turbine 42 | 28. Juni 1996    | 11:40 Uhr |
| Dampferzeuger 42 | 28. Juni 1996    | 13:25 Uhr |
| EGT 13           | 5. Dezember 1996 | 20:05 Uhr |
| Dampferzeuger 16 | 15. Januar 1997  | 7:35 Uhr  |
| EGT 22           | 27. März 1997    | 11:43 Uhr |

| Aggregat         | Datum            | Uhrzeit   |
| ---------------- | ---------------- | --------- |
| Dampferzeuger 22 | 27. März 1997    | 12:33 Uhr |
| EGT 24           | 30. Oktober 1997 | 12:07 Uhr |
| Dampferzeuger 24 | 30. Oktober 1997 | 17:35 Uhr |
| EGT 15           | 1. Mai 1997      | 4:50 Uhr  |
| EGT 32           | 30. Mai 1998     | 10:52 Uhr |
| EGT 31           | 13. Juni 1998    | 6:10 Uhr  |
| Dampferzeuger 31 | 13. Juni 1998    | 10:34 Uhr |
| Dampferzeuger 32 | 22. Juni 1998    | 14:35 Uhr |
| EGT 14           | 27. Juni 1998    | 3:01 Uhr  |
| Dampferzeuger 15 | 30. Juni 1998    | 1:01 Uhr  |
| Kond. Turbine 12 | 30. Juni 1998    | 2:03 Uhr  |
| EGT 21           | 1. Juli 1998     | 0:11 Uhr  |
| Kond. Turbine 16 | 1. Juli 1998     | 0:44 Uhr  |
| Kond. Turbine 17 | 1. Juli 1998     | 2:12 Uhr  |
| Dampferzeuger 21 | 1. Juli 1998     | 3:48 Uhr  |
| Kond. Turbine 11 | 1. Juli 1998     | 3:50 Uhr  |
| Turbosatz 33     | 1. Juli 1998     | 3:55 Uhr  |
| EGT 25           | 1. Juli 1998     | 8:00 Uhr  |
| Dampferzeuger 25 | 1. Juli 1998     | 11:50 Uhr |

### Rezeption des Niedergangs
Der ostdeutsche Liedermacher Gerhard Gundermann setzte sich mit dem Niedergang in den Liedern Sonntag in Schwarze Pumpe, erschienen 1995 auf dem Album Frühstück für immer, und Straße nach Norden auseinander: Das erste Lied ist eine ständige Wiederholung der Zeile „Es ist Sonntag in Schwarze Pumpe, in Schwarze Pumpe.“ Im zweiten Lied stellt er „die alte Drecksschleuder“ dem äußerlich saubereren „nagelneuen Kraftwerk“ gegenüber, das aber verlogener sei, da „sie ihr Giftmüll [verheizen] und das Gift das sieht man nicht.“

## Technische Daten/Produktion

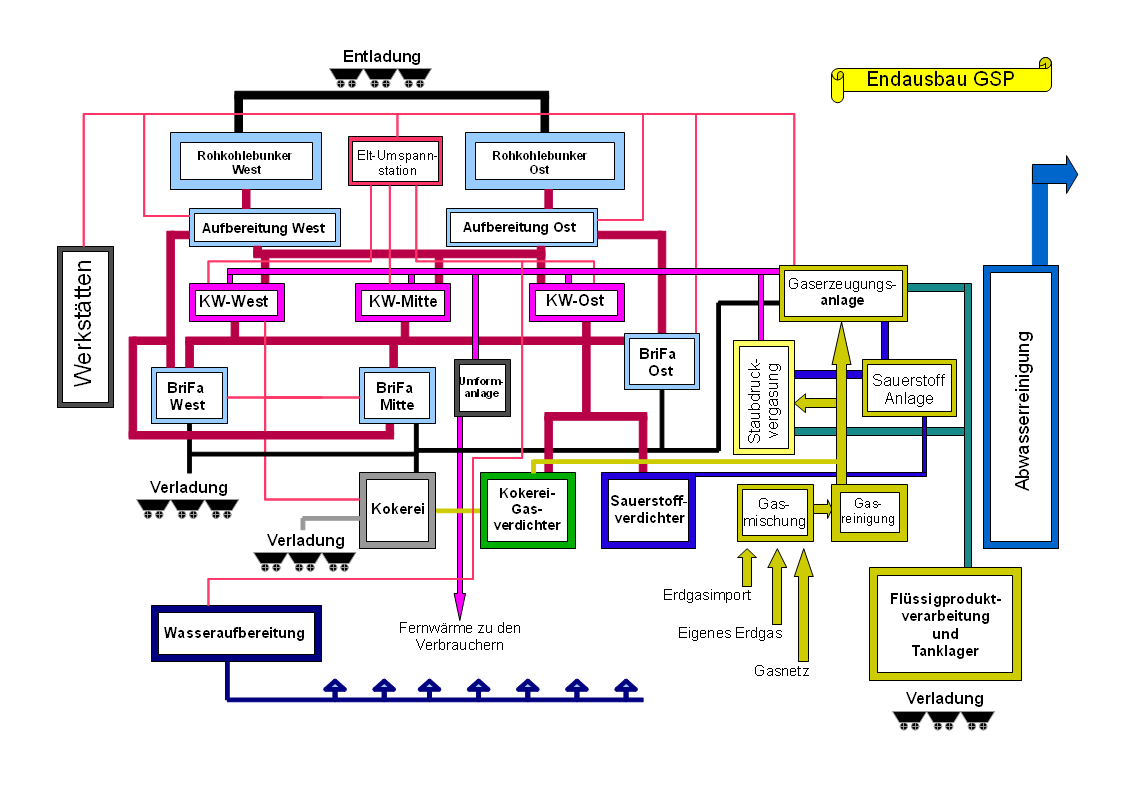
Endausbau Gaskombinat Schwarze Pumpe

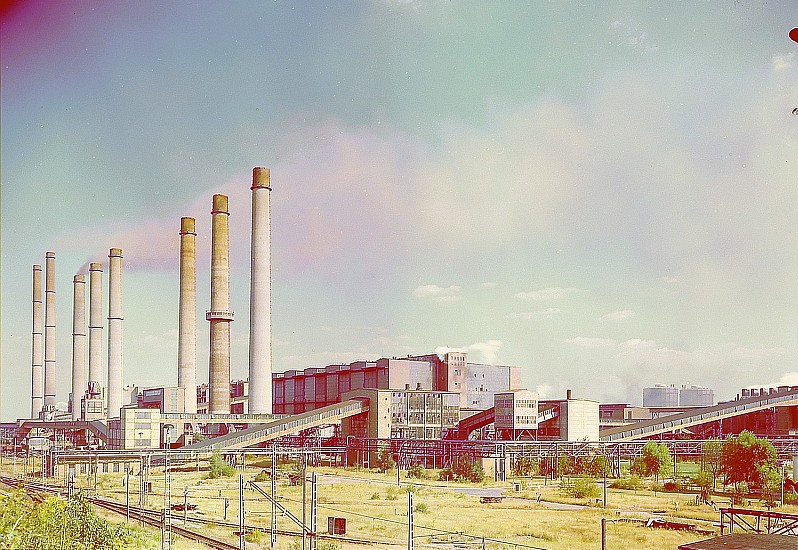
Kraftwerksanlage

### Rohkohlebunker
Rohkohlebunker West: 24.000 Tonnen Fassungsvermögen
Rohkohlebunker Ost (Ballastkohle): 24.000 Tonnen Fassungsvermögen

### Brikettfabriken
Brikettfabriken:
- Aufbereitung West
- Brikettfabrik West
- Brikettfabrik Ost (Ballastkohle), Fabrikteil Ost I und II
- Brikettfabrik Mitte

Geräte:
- 48 Großröhrentrockner,
- 68 Brikettpressen vom Typ PZA 300 und PSA 300

### Kokerei
Kokerei Mitte mit direkt der Brikettfabrik Mitte zugeordnetem zweistufigem Trockner mit 17,5 bar

### Kraftwerke
| Kraftwerk     | Kraftwerk              | KW West (I)                              | KW Mitte (II)                     | KW Ost (III)         | KW OST (IV) (Kondensationskraftwerk) |
| ------------- | ---------------------- | ---------------------------------------- | --------------------------------- | -------------------- | ------------------------------------ |
| Dampferzeuger | Anzahl/Typ             | 6×                                       | 6× (Stirnwandfeuerung, dreizügig) | 2× (Nr. 31/32)       | 4× (Nr. 41–44)                       |
| Dampferzeuger | Dampfmenge             | 230 t/h je DE                            | 420 t/h je DE                     | 420 t/h je DE        | 320 t/h je DE                        |
| Dampferzeuger | Frischdampfdruck (MPa) | 12,7                                     | 13,8                              | 13,8                 | 15,7                                 |
| Dampferzeuger | Frischdampftemp. (°C)  | 535                                      | 535                               | 535                  | 535                                  |
| Turbine       | Anzahl/Typ *)          | - 3 EGT mit je 50 MW - 4 KT mit je 25 MW | - 6 EGT mit je 50 MW              | - 2 EGT mit je 50 MW | - 4 KT a 100 MW - 1 KT a 12 MW       |
| Turbine       | Hersteller             | Bergmann-Borsig                          | Bergmann-Borsig                   | Bergmann-Borsig      | Bergmann-Borsig                      |
| Turbine       | Druck (MPa)            | 11,2 / 3,6                               | 11,2                              | 11,2                 |                                      |
| Turbine       | Temp. (°C)             | 530 / 380                                | 530                               | 530                  |                                      |
| Schornsteine  | Anzahl                 | 3                                        | 3                                 | 2                    | 2                                    |
| Schornsteine  | Höhe                   | 120 m                                    | 140 m                             | 200 m                | 200 m                                |

*) Abkürzung Turbinentyp:
- EGT: Entnahmegegendruckturbinen
- KT: Kondensationsturbinen

### Produktionsleistung
| Produktion/Betriebswerte                  | 1959          | 1960          | 1965            | 1970            | 1975            | 1980             | 1985            |
| ----------------------------------------- | ------------- | ------------- | --------------- | --------------- | --------------- | ---------------- | --------------- |
| Elektroenergie                            | 98 Mio. kWh   | 578 Mio. kWh  | 1 753 Mio. kWh  | 3 168 Mio. kWh  | 5 155 Mio. kWh  | 8 056 Mio. kWh   | 8 617 Mio. kWh  |
| Briketts                                  | 0,121 Mio. t  | 1,672 Mio. t  | 3,318 Mio. t    | 8,975 Mio. t    | 8,876 Mio. t    | 9,969 Mio. t     | 10,152 Mio. t   |
| Stadtgas                                  | –             | –             | 328 Mio. m3     | 1 776 Mio. m3   | 3 035 Mio. m3   | 4 016 Mio. m3    | 5 515 Mio. m3   |
| Koks                                      | –             | –             | –               | 0,214 Mio. t    | 0,952 Mio. t    | 1,472 Mio. t     | 1,442 Mio. t    |
| Abraum (Kubikdekameter = 1000 m3)         | 4,7 dam3      | 11 058 dam3   | 98 833 dam3     | 114 880 dam3    | 143 191 dam3    | – *              | – *             |
| Rohkohle                                  | –             | –             | 20,871 Mio. t   | 33,004 Mio. t   | 45,144 Mio. t   | – *              | – *             |
| Belegschaft ohne Bau- und Montagearbeiter | 4 232         | 5 644         | 13 333          | 14 607          | 17 888          | 14 744*          | 15 164          |
| Grundmittelwert                           | 104 Mio. Mark | 560 Mio. Mark | 2 438 Mio. Mark | 4 116 Mio. Mark | 5 622 Mio. Mark | 4 784* Mio. Mark | 8 896 Mio. Mark |

(Quelle: illustrierte historische hefte 54, Schwarze Pumpe – Kohle und Energie für die DDR – Stand: 1988, ISBN 3-326-00539-3)

## Heute
Die Dauerausstellung Unsere Geschichte. Deutschland seit 1945 im Haus der Geschichte der Bundesrepublik Deutschland in Bonn würdigte 2011 die Aufbauleistungen für das Kombinat Schwarze Pumpe und die Neustadt von Hoyerswerda auf einer rund 15 m² großen Ausstellungsfläche. Der Traditionsverein Glückauf Schwarze Pumpe aus Hoyerswerda bemüht sich um die Pflege und Bewahrung der Traditionen sowie der Erfahrungen bei der Entwicklung des Industriestandortes Schwarze Pumpe einschließlich der Städte Hoyerswerda und Spremberg als Bergbaustandorte.